# Засцянкі (Люблінське воєводство)
Засцянкі (пол. Zaścianki) — село в Польщі, у гміні Мєндзижець-Підляський Більського повіту Люблінського воєводства.
Населення — 204 особи (2011).
У 1975-1998 роках село належало до Білопідляського воєводства.

## Демографія
Демографічна структура станом на 31 березня 2011 року:
|          | Загалом | Допрацездатний вік | Працездатний вік | Постпрацездатний вік |
| -------- | ------- | ------------------ | ---------------- | -------------------- |
| Чоловіки | 103     | 30                 | 64               | 9                    |
| Жінки    | 101     | 34                 | 50               | 17                   |
| Разом    | 204     | 64                 | 114              | 26                   |